# New York Jets 2020
La stagione 2020 dei New York Jets è stata la 61ª della franchigia, la 51ª nella National Football League e la seconda con Adam Gase come capo-allenatore. La squadra tentava di migliorare il record di 7-9 della stagione precedente e di fare ritorno ai playoff per la prima volta dal 2010 ma il suo record di 2–14 fu il peggiore dal 1996, quando chiuse sul 1–15, e poco dopo il termine della stagione Gase fu licenziato.

## Scelte nel Draft 2020
| Scelte dei Jets nel Draft 2020 |        |                 |       |                       |
| Giro                           | Scelta | Giocatore       | Ruolo | College               |
| 1                              | 11     | Mekhi Becton    | OT    | Louisville            |
| 2                              | 59     | Denzel Mims     | WR    | Baylor                |
| 3                              | 68     | Ashtyn Davis    | DB    | California            |
| 3                              | 79     | Jabari Zuniga   | DE    | Florida               |
| 4                              | 120    | La'Mical Perine | RB    | Florida               |
| 4                              | 125    | James Morgan    | QB    | Florida International |
| 4                              | 129    | Cameron Clark   | OT    | Charlotte             |
| 5                              | 158    | Bryce Hall      | CB    | Virginia              |
| 6                              | 191    | Braden Mann     | P     | Texas A&M             |

## Staff
| Staff dei New York Jets nel 2020 |
| --- |
| Organi dirigenziali - Proprietario– Woody Johnson - Chairman/CEO – Christopher Johnson - Presidente – Hymie Elhai - General Manager – Joe Douglas - Assistente General Manager - Rex Hogan - Consigliere Senior – Neil Glat - Direttore senior, amministrazione del football – Dave Socie - Direttore del personale – Chad Alexander - Dirigente del personale – Rich Snead and Zach Truty - Osservatore dei college – Jon Carr Capo allenatore - Capo-allenatore - Adam Gase - Assistente c.a./Attacco/Wide Receiver – Shawn Jefferson - Assistente c.a./Difesa/Inside Linebacker – Frank Bush Altri allenatori - Preparatore atletico – Justus Galac - Assistenti p.a. – Aaron McLaurin e Joe Giacobbe Allenatori dell'attacco - Coordinatore offensivo/Quarterback – Dowell Loggains - Running Back – Jim Bob Cooter - Tight End – John Dunn - Offensive Line – Frank Pollack - Assistente Offensive Line – Derek Frazier - Assistenti attacco – Bo Hardegree, Chris Kragthorpe e Hines Ward Allenatori della difesa - Coordinatore difensivo – Gregg Williams - Defensive Line – Andre Carter - Assistente senior/Outside Linebacker – Joe Vitt - Gioco sui passaggi/Defensive Back – Dennard Wilson - Assistente Defensive Back – Steve Jackson - Assistenti difesa – Robby Brown, Blake Williams ed Eric Sanders Allenatori dello special team - Coordinatore special team – Brant Boyer - Assistente special team – Jeff Hammerschmidt |

## Roster
| Roster dei New York Jets nel 2020 |
| --- |
| Quarterback - 14 Sam Darnold - 5 Joe Flacco - 4 James Morgan Running Back - 25 Frank Gore - 22 La'Mical Perine Wide Receiver - 10 Braxton Berrios - 82 Jamison Crowder - 15 Chris Hogan - 11 Denzel Mims - 19 Breshad Perriman - 16 Jeff Smith - 17 Vyncint Smith Tight End - 84 Ryan Griffin - 89 Chris Herndon - 85 Trevon Wesco Offensive Linemen - 77 Mekhi Becton T - 72 Cameron Clark G - 75 Chuma Edoga T - 76 George Fant T - 71 Alex Lewis G - 69 Conor McDermott T - 60 Connor McGovern C - 62 Greg Van Roten G Defensive Linemen - 96 Henry Anderson DE - 94 Folorunso Fatukasi NT - 56 John Franklin-Myers DE - 99 Steve McLendon NT - 98 Kyle Phillips DE - 97 Nathan Shepherd DE - 55 Jordan Willis DE - 95 Quinnen Williams DE Linebacker - 93 Tarell Basham OLB - 53 Blake Cashman ILB - 46 Neville Hewitt ILB - 47 Bryce Huff OLB - 48 Jordan Jenkins OLB - 44 Harvey Langi OLB - 50 Frankie Luvu OLB - 51 Patrick Onwuasor ILB - 54 Avery Williamson ILB - 92 Jabari Zuniga OLB Defensive Back - 31 Blessuan Austin CB - 32 Ashtyn Davis SS - 35 Pierre Desir CB - 23 Arthur Maulet CB - 20 Marcus Maye FS - 30 Bradley McDougald FS - 34 Brian Poole CB - 27 Quincy Wilson CB Special Team - 9 Sam Ficken K - 42 Thomas Hennessy LS - 7 Braden Mann P Lista delle riserve - 15 Josh Bellamy WR (PUP) - 35 Kyron Brown CB (PUP) - 18 Josh Doctson WR (Opt-out) - 37 Bryce Hall CB (NF-Inj.) - 63 Leo Koloamatangi C (Opt-out) - 57 C.J. Mosley ILB (Opt-out) Squadra di allenamento - 36 Josh Adams RB - 1 Lawrence Cager WR - 3 David Fales QB - 40 Javelin Guidry CB - 39 Bennett Jackson S - 36 Lamar Jackson CB - 47 Bronson Kaufusi TE - 65 Corbin Kaufusi T - 33 Zane Lewis CB - 83 Josh Malone WR - 18 Donte Moncrief WR - 81 D.J. Montgomery WR - 61 Jimmy Murray C - 43 Ross Travis TE - 8 Mike White QB 53 attivi, 6 inattivi, 15 nella squadra di allenamento |
| Legenda - I rookie sono in corsivo. - Il primo ruolo è il principale mentre gli eventuali successivi indicano i ruoli secondari. - (IR) sta per Injured Reserve ed indica la lista ristretta per un solo giocatore infortunato che può tornare ad allenarsi dopo la settimana 6 e a rientrare in prima squadra dopo che questa ha giocato 8 partite. - (NF-Inj.) / (NF-Ill.) stanno rispettivamente per Non-Football Injured e Non-Football Illness ed indicano le liste dove viene inserito un giocatore che ha un infortunio o una malattia non dipendente dal football americano. - (PUP) sta per Physically Unable to Perform ed indica la lista dove viene inserito un giocatore mentre è in attesa di recuperare la condizione fisica. Nella stagione regolare dopo la sesta partita giocata dalla propria squadra, il giocatore ha tempo tre settimane per riprendere ad allenarsi, più tre settimane aggiuntive dal suo rientro agli allenamenti per rientrare in prima squadra. |

## Calendario

### Pre-stagione
Il calendario della fase prestagionale è stato annunciato il 7 maggio 2020. Tuttavia, il 27 luglio 2020, il commissioner della NFL Roger Goodell ha annunciato la cancellazione totale della prestagione, a causa della pandemia di Covid-19.

### Stagione regolare
| Stagione regolare |                    |                         |                    |                    |                    |                    |
| Turno             | Data               | Avversario              | Risultato          | Record             | Stadio             | Sintesi            |
| 1                 | 13 settembre       | at Buffalo Bills        | S 17–27            | 0–1                | Bills Stadium      | Recap              |
| 2                 | 20 settembre       | San Francisco 49ers     | S 13–31            | 0–2                | MetLife Stadium    | Recap              |
| 3                 | 27 settembre       | at Indianapolis Colts   | S 7–36             | 0–3                | Lucas Oil Stadium  | Recap              |
| 4                 | 1 ottobre          | Denver Broncos          | S 28–37            | 0–4                | MetLife Stadium    | Recap              |
| 5                 | 11 ottobre         | Arizona Cardinals       | S 10–30            | 0–5                | MetLife Stadium    | Recap              |
| 6                 | 18 ottobre         | at Miami Dolphins       | S 0–24             | 0–6                | Hard Rock Stadium  | Recap              |
| 7                 | 25 ottobre         | Buffalo Bills           | S 10–18            | 0–7                | MetLife Stadium    | Recap              |
| 8                 | 1 novembre         | at Kansas City Chiefs   | S 9–35             | 0–8                | Arrowhead Stadium  | Recap              |
| 9                 | 9 novembre         | New England Patriots    | S 27–30            | 0–9                | MetLife Stadium    | Recap              |
| 10                | Settimana di pausa | Settimana di pausa      | Settimana di pausa | Settimana di pausa | Settimana di pausa | Settimana di pausa |
| 11                | 22 novembre        | at Los Angeles Chargers | S 28–34            | 0–10               | SoFi Stadium       | Recap              |
| 12                | 29 novembre        | Miami Dolphins          | S 3–20             | 0–11               | MetLife Stadium    | Recap              |
| 13                | 6 dicembre         | Las Vegas Raiders       | S 28–31            | 0–12               | MetLife Stadium    | Recap              |
| 14                | 13 dicembre        | at Seattle Seahawks     | S 3–40             | 0–13               | Lumen Field        | Recap              |
| 15                | 20 dicembre        | at Los Angeles Rams     | V 23–20            | 1–13               | SoFi Stadium       | Recap              |
| 16                | 27 dicembre        | Cleveland Browns        | V 23–16            | 2–13               | MetLife Stadium    | Recap              |
| 17                | 3 dicembre         | at New England Patriots | S 14–28            | 2–14               | Gillette Stadium   | Recap              |

Note: gli avversari della propria division sono in grassetto.